# 肖恩·勒马斯
肖恩·弗朗西斯·勒马斯（1899年7月15日—1971年5月11日）是爱尔兰共和党政治家，曾于1959年至1966年任爱尔兰总理和共和党领袖，且不仅三度任爱尔兰副总理（1957年-1959年、1951年-1954年和1945年-1948年），四度任工商业部长（1957年-1959年、1951年-1954年、1945年-1949年和1932年-1939年），还任过一次供应部长（1939年-1945年）。他还在1924年至1969年期间当过众议员。
勒马斯曾参加过1916年复活节起义、独立战争和内战。1924年11月18日的补选中，勒马斯胜选，首次成为南都柏林选区的新芬党众议员，之后，他在每一场选举中都能胜选，直到1948年南都柏林选区废除，不过，他也是在那一年获选为中南都柏林选区的众议员，他最后在1969年退休。勒马斯是共和党的创始人成员，并在共和党掌权后担任过工商业部长、供应部长和副总理。
勒马斯被许多人誉为“现代爱尔兰之父”，这主要是因为他不仅致力于工业发展，给爱尔兰引来外商直接投资，还为爱尔兰锻造了与欧洲经济共同体的持久关系。勒马斯曾在任内颁布过一项重要的现代化改革：实施免费中学教育，这项改革在勒马斯从总理职位上退休后不久就开始生效。